# Clavulina hispidulosa
Clavulina hispidulosa é uma espécie de fungo pertencente à família Clavulinaceae.